# Leptoconops demeilloni
Leptoconops demeilloni är en tvåvingeart som beskrevs av Clastrier och Nevill 1984. Leptoconops demeilloni ingår i släktet Leptoconops och familjen svidknott. Inga underarter finns listade i Catalogue of Life.